# USS Tullibee (SSN-597)
| «Талібі»                   | «Талібі»                                              | «Талібі»                                              |
| -------------------------- | ----------------------------------------------------- | ----------------------------------------------------- |
| USS Tullibee (SSN-597)     |                                                       |                                                       |
|                            |                                                       |                                                       |
| Човен “Талібі (SSN-597)    |                                                       |                                                       |
| Під прапором               | США                                                   | США                                                   |
| Спуск на воду              | 26 травня 1958                                        | 26 травня 1958                                        |
| Виведений зі складу флоту  | 25 червня 1988                                        | 25 червня 1988                                        |
| Сучасний статус            | утилізований 5 січня 1995                             | утилізований 5 січня 1995                             |
| Проєкт                     |                                                       |                                                       |
| Тип ПЧ                     | АПЧТ                                                  | АПЧТ                                                  |
| Розробник проєкту          | Electric Boat                                         | Electric Boat                                         |
| Класифікація НАТО          | Tullibee                                              | Tullibee                                              |
| Основні характеристики     |                                                       |                                                       |
| Швидкість (надводна)       | 13 вузлів (24 км/год)                                 | 13 вузлів (24 км/год)                                 |
| Швидкість (підводна)       | 14,8 вузлів (27,4 км/год)                             | 14,8 вузлів (27,4 км/год)                             |
| Робоча глибина занурення   | 210 м                                                 | 210 м                                                 |
| Автономність плавання      | 75 днів , 150000 миль (245 000 км ходу)               | 75 днів , 150000 миль (245 000 км ходу)               |
| Екіпаж                     | 67 — 113 осіб                                         | 67 — 113 осіб                                         |
| Розміри                    |                                                       |                                                       |
| Довжина найбільша (по КВЛ) | 83 м                                                  | 83 м                                                  |
| Ширина корпусу найб.       | 7,19 м                                                | 7,19 м                                                |
| Середня осадка (по КВЛ)    | 6,4 м                                                 | 6,4 м                                                 |
| Водотоннажність надводна   | 2316 (2355) т                                         | 2316 (2355) т                                         |
| Озброєння                  |                                                       |                                                       |
| Торпедно- мінне озброєння  | 4 носових ТА калібру 21 дюймів — 533 мм, 12-18 торпед | 4 носових ТА калібру 21 дюймів — 533 мм, 12-18 торпед |
| Зображення на Вікісховищі  |                                                       |                                                       |

USS Tullibee (SSN-597) — унікальний багатоцільовий атомний підводний човен ВМС США. Закладений 15 листопада 1957 року, спущений на воду 26 травня 1958, переданий флоту 27 квітня 1960. Був найменшим атомним підводним човном на підводному флоті США. Спочатку планувалося що на цьому човні буде екіпаж у складі 7 офіцерів і 60 матросів, однак ще до передачі його флоту чисельність екіпажу була збільшена до 13 офіцерів і 100 матросів.
Під час служби цей човен виконав 730 занурень і спливань, пройшовши 325 000 морських миль (602 000 км).

## Конструкція
В човен було включені три головні конструктивні новації: 1) великий носовий гідролокатор; 2) встановлення торпедних апаратів під кутом і в середній частині корпусу; 3)дуже тихий турбо-електричний привід гребного валу.
Контракт на будівництво отримав Electric Boat  в Гротон, штат Коннектикут 26 травня 1958.

## Історія
Після її передання флоту в січні 1961 року, човен виконує тестування реальних можливостей гідроакустичних систем і проводить тактичні навчання, будучи приписаним до бази підводних човнів в Нью-Лондоні у штаті Коннектикут.
В 1963 році човен кілька разів відвідав Бермудські острови а також Сан-Хуан на Пуерто-Рико.
В липні 1964 року брав участь у навчаннях флоту з протичовнової боротьби у складі тактичної одиниці НАТО.
28 жовтня 1965 року, порт приписки був тимчасово змінений на Портсмут, штат Нью-Гемпшир, коли човен увійшов на Портсмутську військово-морську верф в Кіттері, штат Мен, для капітального ремонту. Він залишилася в сухому доці 754 днів (2 роки і 24 днів), що тривав до 2 січня 1968 року
Повернутий назад в Нью-Лондоні, човен був розгорнутий в  Карибському морі в січні 1969 року для підвищення кваліфікації і для тестування обладнання, що тривало у 1969—970 роки.
1 серпня 1970 року човен відійшов з Нью-Лондона і прямував в Середземне море і там ніс своє перше бойове патрулювання у складі Шостого флоту. Тоді він взяв участь навчаннях НАТО і зробив візити в порти Афін у Греції, Неаполя в Італії і Рота, в Іспанії, перш ніж повернувся в Нью-Лондон 14 грудня, пройшовши 20000 морських миль (30 000 км) за 135 днів.
На початку 1971 року підводний човен проходив навчання над тактикою багатоцільовика, а також зробив візит в порт на мисі Канаверал, штат Флорида.
Беручи участь у великих навчаннях НАТО, в західній частині Атлантичного океану, човен відвідав Галіфакс, Нова Шотландія. Протягом решти 1971 році несе службу в західній частині Атлантичного океану на протичовнових навчаннях НАТО.
Підводний човен проводить регулярні операції підводних сил Атлантичного флоту, в 1974 році, перебуває біля східного узбережжя США і в Карибському морі. Після одного Карибського походу, восени 1974 року, відійшов з Нью-Лондона 28 квітня 1975 року, аби долучитися до Шостого флоту в Середземному морі, де перебував до осені.
З 2 листопада 1976 року і до 24 квітня 1977 року, човен знову узяв участь у його третьому Середземноморському поході у складі Шостого флоту в навесні 1977, вона повернулася в свій рідний порт 24 квітня.
Перші місяці 1978 були проведені в рамках підготовки до його четвертого походу в Середземне море. Похід був припинений внаслідок ходової аварії, що зумовило необхідність двомісячного ремонту в доку Рота в Іспанії. Повернувся в Нью-Лондон 30 серпня 1978 року.
В серпні 1979 року човен увійшов на Портсмутську військово-морську верф для третього і останнього капітального ремонту, котрий тривав до жовтня 1982 (в цілому 39 місяців). Покинувши верф, решту місяців 1982 були витрачені для проведення тестувань обладнання і для навчання для екіпажу.
У двох випадках, у квітні 1983 і в лютому 1984 року, були проблеми з руховою системою, тому човен повернувся в Нью-Лондон на ремонт.
В листопаді 1985 року судно покинуло Нью-Лондон для участі в п'ятому й останньому поході в Середземному морі. Там брав участь у великих навчань НАТО ASW. Повернувся в Нью-Лондон, штат Коннектикут, в квітні 1986 року після того, як провів п'ять місяців в морі.
Човен залишився м в Нью-Лондоні до кінця 1986 року, і більшість 1987 року проходив підготовку до виведення з експлуатації.
Був виведений з флоту 25 червня 1988 року і переданий на утилізацію 5 січня 1995 року, котра була завершена 1 квітня 1996 року.

## Нагороди
- Подяка Військово-морського флоту (Navy Unit Commendation)
- Подяка за заслуги (Navy Meritorious Unit Commendation)
- Експедиційна медаль ВМС Navy Expeditionary Medal
- Медаль за службу національній обороні (National Defense Service Medal)
- Нагорода адмірала Арлі Берка (Arleigh Burke Fleet Trophy)
- Дві премії командування «за досконалість» (квітень 1985).